# Bataille des Saules
Guerre des Goths (377-382)
Batailles
Bataille de Marcianopolis · Bataille de Dibaltum · Bataille d'Andrinople (378)
La bataille des Saules a eu lieu vers septembre 377 au lieu dit de « la ville aux saules » (en latin ad Salices), probablement située à 15 km de Marcianopolis (aujourd'hui Devnya en Bulgarie), bien que sa localisation exacte soit inconnue. Celle-ci a opposé une armée constituée de troupes de l'Empire romain d'Orient et de l'Empire romain d'Occident à une armée de Goths commandée par Fritigern, sans qu'aucun des deux camps ne puisse l'emporter.

## Sources
L'historien et militaire romain Ammien Marcellin, contemporain de la bataille, est le seul à en avoir donné une description au livre XXXI de son Res Gestae. Son récit est cependant imprécis, et se concentre davantage sur une description rhétorique des morts et des mourants que sur les détails de la rencontre.

## Déroulement de la bataille

### Avant la bataille
Après la révolte des fédérés Goths conduits par Fritigern en 376 dans les Balkans, l'empereur romain d'Orient Valens sollicite l'aide militaire de son neveu Gratien, empereur de la partie Occidentale.
Gratien envoie au secours de l'Empire romain d'Orient ses troupes stationnées en Pannonie sous les ordres du duc Frigérid, ainsi que le chef de sa garde du corps, le comte des Domestiques Richomer. Le général d'origine franque est à la tête d'un faible contingent, constitué selon Ammien Marcellin de quelques « cohortes qui n'en avaient que le nom », issues de l'armée des Gaules,. Certaines d'entre elles sont détournées par le général Mérobaud vers le limes rhénan avant de parvenir en Thrace.
Avant la bataille, les troupes de l'Empire romain d'Occident traversent le col du Succi pour faire leur jonction avec l'armée de l'Empire romain d'Orient, constituée des légions d'Arménie - au nombre de trois selon la Notitia Dignitatum - représentant tout au plus 3 000 hommes. Celle-ci était placée sous le commandement du magister peditum Trajan et de Profuturus, jugés par Ammien ambitieux et incompétents.
Frigérid, atteint d'une attaque de goutte avant la bataille, est dans l'incapacité de commander ses propres troupes au moment d'engager les Goths, ce qui lui vaut d'être accusé de lâcheté.

### Pendant la bataille
En nette infériorité numérique, les troupes romaines engagèrent les Goths. Ammien Marcellin rapporte qu'à un certain point de la bataille, l'aile gauche de l'armée romaine céda, mais fut renforcée et tint bon.
La bataille s'acheva à la nuit tombée et se conclut par des lourdes pertes des deux côtés. Les Goths demeurèrent retranchés derrière le cercle de leurs chariots pendant plus d'une semaine après la bataille.

### Après la bataille
Les Romains profitèrent de la bataille pour reprendre l'initiative et fortifier les cols qui traversaient les monts Hémus.